# Краснопартизанский сельсовет (Кустанайский район)
Краснопартиза́нский се́льский сове́т — муниципальное образование в пригороде областного центра Казахстана — Костаная, в состав которого входили следующие населеные пункты: посёлки Амангельды, Ждановка (Квасовка), Кунай, Кировка, Васильевка, Семилетка, Перцевка, Ак-Кабак — центральная усадьба и отделения совхоза «Краснопартизанский», — а также посёлки Геофизик, Дружба, Ударник и ЛПУ. Ликвидировано в 2008 году.

## История
Первым поселением в этих местах (на будущих землях совхоза) была мельница купца Милехина на берегу реки Тобол в 10 километрах от города Кустаная. В 1932 году в пригороде Кустаная был образован посёлок Амангельды и организован свинохоз, который просуществовал до 1937 года. По постановлению правительства для укрепления совхозов в середине 1930-х годов по всему СССР начали создаваться машинно-тракторные станции — МТС. B посёлке Амангельды также была создана МТС, оснащенная лучшей для того времени сельскохозяйственной техникой. Директором МТС в посёлке Амангельды стал ветеран ВОВ Дмитрий Федотович Тулба.

## Амангельдинская школа
МТС обслуживало 12 колхозов, её население составляло 60—70 семей. Возникла необходимость в школе для детей рабочих. В небольшом домике на краю посёлка открыли Амангельдинскую начальную школу. Её основатель — учитель Владимир Сорокин. В 1954 году в связи с увеличением населения посёлка начальная школа была преобразована в семилетнюю. Первый выпуск школа сделала в 1957 году — седьмой класс тогда закончили 4 ученика. В связи с ростом населения и увеличения числа учеников школу из маленького домика перевели в двухэтажное здание в центре посёлка. Директором школы был ветеран ВОВ Виктор Яковлевич Водясов. Население увеличивалось, детей становилось всё больше и больше. Двухэтажного здания стало не хватать и школу перенесли в более просторное здание.

## Совхоз «Краснопартизанский»
Совхоз образован в 1957 году на базе Амангельдинской МТС и трёх маломощных колхозов, из которых ни один не выполнял государственных заданий по производству сельскохозяйственной продукции. Расположенные поблизости большие растущие города, открывающиеся вокруг горнорудные крупные предприятия, испытывали недостаток рабочих рук, и люди уходили из слабых колхозов и МТС. В них всегда ощущалась хроническая нехватка механизаторов и квалифицированных рабочих. С 1961 года директором совхоза «Краснопартизанский» стал Николай Филиппович Алимпиев, герой труда и дважды кавалер Ордена Ленина. Алимпиев к 1970 году превратил «Краснопартизанский» в один из лучших производственных и рентабельных хозяйств Кустанайской области.
Земли совхоза были раскинуты вдоль реки Тобол между Кустанаем и Рудным, центральная автомагистраль и железнодорожная линия, соединяющие эти города, разрезали поля совхоза пополам. В 1971 году за успехи, достигнутые в развитии сельскохозяйственного производства совхоз был награждён Орденом «Знак Почета». Произошли большие социальные изменения, на отделениях совхоза были построены детсады, школы, медпункты, на центральной усадьбе заасфальтированы улицы, открыты поликлиника, больница, построен дом культуры, большое внимание стало уделяться строительству жилья.